# Detlef Glowka
Detlef Glowka (* 18. März 1934 in Naumburg an der Saale; † 6. Juli 2020 in Altenberge) war bis 1999 Hochschullehrer für Allgemeine Pädagogik und Vergleichende Erziehungswissenschaft an der Universität Münster.
Glowka studierte in Leipzig und Berlin. Ab 1965 war er wissenschaftlicher Mitarbeiter am Max-Planck-Institut für Bildungsforschung in Berlin. 1967 wurde er an der FU Berlin promoviert. 1973 habilitierte er sich in Erziehungswissenschaft. 1976 wurde Glowka auf eine Professur für Vergleichende Erziehungswissenschaft an die Pädagogische Hochschule Westfalen-Lippe, Abteilung Münster berufen. Seit 1980 war er Hochschullehrer am Institut für Schulpädagogik und Allgemeine Didaktik am Fachbereich Erziehungswissenschaft der Universität Münster.
Zu seinen Schwerpunkten gehörten die Entwicklung des Bildungswesens in Russland und England, die Konzeption der Arbeitsschule sowie Schulreformen in vergleichbaren Ländern. Glowka war mehrere Jahre im Vorstand der Kommission für Vergleichende Erziehungswissenschaft in der Deutschen Gesellschaft für Erziehungswissenschaft (DgfE) tätig. Er begründete die Deutsch-Russische Gesellschaft Münster/Münsterland. Als langjähriger Vorsitzender förderte er den Austausch zwischen den Partnerstädten Münster und Rjasan und die Kooperation zwischen dem Fachbereich Erziehungswissenschaft der Universität Münster und der Pädagogischen Hochschule Rjasan.

## Schriften
- Interpretationen des Lukács'schen Denkens in Deutschland 1945–1965, Diss. FU Berlin 1968
- Schulreform und Gesellschaft in der UdSSR, 1970, ISBN 978-3-12-926650-2
- Alternativen in Europa: UdSSR. Allgemeinbildung, Hochschulreife und Hochschulstudium, in: Enzyklopädie Erziehungswissenschaft, hg. v. H. Blankertz u. a., Klett-Cotta 1982, Bd. 9, Teil 1, S. 152–172.
- Die Reform des Bildungswesens in der Sowjetunion als Lehrstück für die pädagogische Fachwelt. In: Zeitschrift für Pädagogik. Band 34, Nr. 4, 1988, ISSN 0044-3247, S. 481–500, urn:nbn:de:0111-pedocs-144872.
- Neue Bildungsziele für Europa? In: VBE (Hg.): Europa nach 1992, Bonn 1989
- Einige Aspekte zur Bildungsreform in England. (PDF) 1996, abgerufen am 10. Mai 2021.
- mit Oskar Anweiler (Hg.): Bildungssysteme in Europa : Entwicklung und Struktur des Bildungswesens in zehn Ländern: Deutschland, England, Frankreich, Italien, Niederlande, Polen, Rußland, Schweden, Spanien, Türkei, Beltz 1996